# Jean Magloire Dorange
Pour les articles homonymes, voir Dorange.
Jean Magloire Dorange, né le 17 novembre 1911 à Rennes (Ille-et-Vilaine) et mort pour la France le 12 avril 1941 à Montebourg (Manche), est un officier français, fusillé par les Allemands après une tentative de traversée de la Manche pour rejoindre les Forces françaises libres du Général de Gaulle en Angleterre.

## Famille
Jean Magloire Dorange naît dans une famille d'ancienne bourgeoisie originaire de Bretagne et déjà présente dès le XIVe siècle. La famille Dorange ou d'Orange est une famille d'ancienne bourgeoisie,, pour laquelle on retrouve des actes et dont les liens certains sont établis depuis Louis Dorange (1652-1732), époux de Jacqueline Malbaut, bourgeois de Fougères, (Ille-et-Vilaine). Elle n'est pas à confondre avec la famille souveraine d'Orange-Nassau.
Son grand-père, Magloire Dorange (1827-1898), était avocat et bâtonnier de l'ordre des avocats de Rennes. Son père, Georges Dorange (1868-1937), était avocat près la cour d'appel de Rennes. Sa mère, Yvonne Guillebert de Govin (née vers 1879), était la fille de François Georges Guillebert de Govin, intendant militaire. Jean Magloire Dorange est le quatrième de sept enfants, parmi lesquels deux Saint-cyriens, dont l’un deviendra ministre de l'Intérieur de Haute-Volta. Il est célibataire quand la guerre éclate.

## Biographie
Jean Dorange, sous-officier pilote de réserve, exerce le métier de chef de l'école de pilotage de Saint-Brieuc (Côtes-d'Armor), lorsque la France déclare la guerre à l'Allemagne nazie, le 3 septembre 1939. Il décide de s'engager dans le groupe de chasse de Chartres, mais sa demande ne peut aboutir. En juin 1940, il rejoint la base aérienne militaire de Pau à la tête de son école de pilotage, puis gagne l'Afrique du Nord en vue de combattre dans les forces aériennes françaises. Mais il est démobilisé au moment de la signature de l'Armistice et il doit retourner à Saint-Brieuc.
Il met tout en œuvre pour participer au combat et, avec 14 camarades, il affrète un bateau de pêche, un cotre de 9 tonneaux, pour traverser la Manche, afin de s'engager dans les Forces aériennes françaises libres du général de Gaulle, en Angleterre. L'embarcation tombe en panne de moteur au milieu de la traversée, puis est interceptée par un patrouilleur allemand le 13 février 1941. 
Fait prisonnier avec ses camarades, Jean Dorange est condamné à mort le 18 mars 1941 par le tribunal allemand de Saint-Lô, en même temps que son camarade pilote , Pierre Devouassoud . Ils sont  fusillés le 12 avril 1941 près de l'abbaye de Montebourg, à vingt kilomètres de Cherbourg. Jean Dorange et son camarade sont morts pour la France. Leurs autres camarades ont été condamnés à des peines de prison ou de travaux forcés. Deux d'entre eux sont morts en camp de concentration.

## Hommages
Le nom de Jean Dorange est inscrit sur une stèle de l'abbaye de Montebourg, et sur une plaque à proximité du monument des évadés de Saint-Cast-Le-Guildo (Côtes-d'Armor). Une rue de Saint-Brieuc porte son nom.